# Stephen E. Flowers
Stephen E. Flowers (5. května 1953 Bonham, TX, USA) je americký esoterik považovaný za významnou osobnost v oblasti současného, tedy postmoderního západního pohanství. 
V období dospívání se zapojil do Církve Satanovy, aby ji později se zájmem o esoterismus a předkřesťanská náboženství opustil a věnoval se studiu filologie na Texaské univerzitě v Austinu. Toto studium ho vedlo k založení takového společenství, které by propojovalo akademické studium s duchovním životem. Roku 1980 tak spatřil světlo světa Institut runových studií, Ásatrú (The Institute of Runic Studies, Ásatrú, IRSA), později přejmenovaný na Runovou gildu (Rune-Gild).
Roku 1984 vstoupil do okultního řádu Sethova chrámu, jenž založil bývalý člen Církve Satanovy Michaelem A. Aquinem (1946–2020) odštěpením z Církve Satanovy roku 1975. Flowers postupně zakládal i další okultní společenství a věnoval se runové magii, o níž napsal i několik publikací.  